# Березнева вулиця (Київ, Дарницький район)
Березне́ва ву́лиця — вулиця в Дарницькому районі міста Києва, селище Бортничі. Пролягає від початку забудови до Вітовецької вулиці.
Прилучаються Левадна вулиця, провулки Березневий, 1-й Тупиковий та 2-й Левадний, вулиці Вишнева, Джерельна, Кринична, Крута.

## Історія
Початкова частина вулиці сформована як незабудована дорога до початку 1940-х років, решта — ймовірно у 1950–60-ті роки, під такою ж назвою.